# Play On
Play On (англ. Продовжуй грати) — третій студійний альбом американської кантрі-співачки Керрі Андервуд. В США вийшов 3 листопада 2009. Перший сингл альбому, пісня «Cowboy Casanova», вийшов 14 вересня 2009. Керрі сама брала участь у написанні багатьох пісень. Другим синглом альбому стала пісня «Temporary Home», яка вийшла 14 грудня 2009. Назва альбому походить від останнього однойменного треку платівки.

## Список композицій
| Стандартне видання | Стандартне видання                        | Стандартне видання                                             | Стандартне видання   | Стандартне видання |
| #                  | Назва                                     | Автор                                                          | Продюсер(и)          | Тривалість         |
| ------------------ | ----------------------------------------- | -------------------------------------------------------------- | -------------------- | ------------------ |
| 1.                 | «Cowboy Casanova»                         | Керрі Андервуд, Mike Elizondo, Brett James                     | Марк Брайт           | 3:57               |
| 2.                 | «Quitter»                                 | Макс Мартін, Шеллбек, Savan Kotecha                            | Макс Мартін, Шеллбек | 3:41               |
| 3.                 | «Mama's Song»                             | Керрі Андервуд, Кара ДіоГуарді, Martin Frederiksen, Luke Laird | Марк Брайт           | 4:00               |
| 4.                 | «Change»                                  | Katrina Elam, Josh Kear, Chris Tompkins                        | Марк Брайт           | 3:14               |
| 5.                 | «Undo It»                                 | Керрі Андервуд, ДіоГуарді, Frederiksen, Laird                  | Марк Брайт           | 2:58               |
| 6.                 | «Someday When I Stop Loving You»          | Гілларі Ліндсі, Steve McEwan, Gordie Sampson                   | Марк Брайт           | 4:03               |
| 7.                 | «Songs Like This»                         | Marty Dodson, Jerry Flowers, Tom Shapiro                       | Марк Брайт           | 2:38               |
| 8.                 | «Temporary Home»                          | Керрі Андервуд, Laird, Zac Maloy                               | Марк Брайт           | 4:30               |
| 9.                 | «This Time»                               | Ліндсі, McEwan, Sampson                                        | Марк Брайт           | 3:53               |
| 10.                | «Look At Me»                              | Jim Collins, Paul Overstreet                                   | Марк Брайт           | 3:17               |
| 11.                | «Unapologize»                             | Керрі Андервуд, Ліндсі, Raine Maida, Chantal Kreviazuk         | Марк Брайт           | 4:37               |
| 12.                | «What Can I Say» (разом з Sons of Sylvia) | Керрі Андервуд, Девід Ходжес, McEwan                           | Марк Брайт           | 3:58               |
| 13.                | «Play On»                                 | Керрі Андервуд, Natalie Hemby, Laird                           | Марк Брайт           | 3:41               |
| 48:20              |                                           |                                                                |                      |                    |

| Бонусні треки iTunes | Бонусні треки iTunes | Бонусні треки iTunes | Бонусні треки iTunes |
| #                    | Назва                | Продюсер(и)          | Тривалість           |
| -------------------- | -------------------- | -------------------- | -------------------- |
| 14.                  | «O Holy Night»       | Марк Брайт           |                      |

| Розширене видання (Австралія/Нова Зеландія) | Розширене видання (Австралія/Нова Зеландія) | Розширене видання (Австралія/Нова Зеландія) | Розширене видання (Австралія/Нова Зеландія) | Розширене видання (Австралія/Нова Зеландія) |
| #                                           | Назва                                       | Автор                                       | Продюсер(и)                                 | Тривалість                                  |
| ------------------------------------------- | ------------------------------------------- | ------------------------------------------- | ------------------------------------------- | ------------------------------------------- |
| 14.                                         | «Don't Forget to Remember Me»               | Morgane Hayes, Kelley Lovelace, Gorley      | Bright                                      | 4:00                                        |
| 15.                                         | «Jesus, Take the Wheel»                     | Brett James, Ліндсі, Sampson                | Bright                                      | 3:46                                        |
| 16.                                         | «Before He Cheats»                          | Chris Tompkins, Josh Kear                   | Bright                                      | 3:19                                        |
| 17.                                         | «So Small»                                  | Underwood, Laird, Ліндсі                    | Bright                                      | 3:45                                        |
| 18.                                         | «Just a Dream»                              | Steve McEwan, Ліндсі, Sampson               | Bright                                      | 4:44                                        |
| 19.                                         | «Last Name»                                 | Underwood, Laird, Ліндсі                    | Bright                                      | 4:01                                        |
| 20.                                         | «Home Sweet Home»                           | Nikki Sixx, Vince Neil, Tommy Lee           | Bright                                      | 3:38                                        |

## Чарти
| Чарт (2009)                          | Місце |
| ------------------------------------ | ----- |
| Australian ARIA Albums Chart         | 80    |
| Australian ARIA Country Albums Chart | 3     |
| Canadian Albums Chart                | 2     |
| Canadian Top Country Albums          | 1     |
| Irish Albums Chart                   | 91    |
| Japan Oricon Albums Chart            | 114   |
| UK Albums Chart                      | 93    |
| UK Country Artist Albums Chart       | 2     |
| U.S. Billboard 200                   | 1     |
| U.S. Billboard Top Country Albums    | 1     |

## Продажі
| Країна           | Сертифікація (таблиця продажів та сертифікатів) | Продажі    |
| ---------------- | ----------------------------------------------- | ---------- |
| Австралія (ARIA) | Золото                                          | +35,000    |
| Канада (CRIA)    | Платина                                         | +80,000    |
| США (RIAA)       | 3× Платина                                      | +3,000,000 |

## Історія релізів
| Країна          | Дата              | Формат                   | Лейбл                |
| --------------- | ----------------- | ------------------------ | -------------------- |
| Швейцарія       | 30 жовтня 2009    | CD, цифрове завантаження | Sony Music           |
| Гонконг         | 2 листопада 2009  | CD, цифрове завантаження | Sony Music           |
| Ірландія        | 2 листопада 2009  | CD, цифрове завантаження | Sony Music           |
| Велика Британія | 2 листопада 2009  | CD                       | RCA Label Group (UK) |
| Велика Британія | 3 листопада 2009  | Цифрове завантаження     | RCA Label Group (UK) |
| США             | 3 листопада 2009  | CD, цифрове завантаження | Arista Nashville     |
| Канада          | 3 листопада 2009  | CD, цифрове завантаження | Sony Music           |
| Південна Корея  | 4 листопада 2009  | CD, цифрове завантаження | Sony Music           |
| Данія           | 4 листопада 2009  | CD, цифрове завантаження | Sony Music           |
| Фінляндія       | 4 листопада 2009  | CD, цифрове завантаження | Sony Music           |
| Швеція          | 4 листопада 2009  | CD, цифрове завантаження | Sony Music           |
| Австралія       | 6 листопада 2009  | CD, цифрове завантаження | Columbia, Sony Music |
| Німеччина       | 6 листопада 2009  | CD, цифрове завантаження | Sony Music           |
| Південна Африка | 9 листопада 2009  | CD, цифрове завантаження | Sony Music           |
| Нова Зеландія   | 9 листопада 2009  | CD, цифрове завантаження | Sony Music           |
| Уругвай         | 26 листопада 2009 | CD, цифрове завантаження | Sony Music           |